# Gerd Böckmann
Gerd Böckmann (* 11. Januar 1944 in Chemnitz) ist ein deutscher Schauspieler, Regisseur und Synchronsprecher.

## Herkunft und Ausbildung
Gerd Böckmann wurde in Chemnitz geboren, wo sein Vater, Werner Böckmann (1920–1994), als Klarinettist im Orchester spielte. Nach dem Krieg floh die Familie über die Grenze nach Wuppertal, von wo ursprünglich beide Eltern stammten. Von 1956 bis zur Pensionierung war Böckmanns Vater Klarinettist im Sinfonieorchester der Stadt Münster, wo Böckmann seine Jugend- und Schulzeit verbrachte.
Durch seinen Vater war Gerd Böckmann von klein auf mit Theater befasst und erhielt zudem Klavierunterricht. Sein Wunsch, Schauspieler zu werden, stand mit 15 fest. Nach dem Besuch des Schillergymnasiums Münster bestand er die Aufnahmeprüfungen an der Folkwang-Schule in Essen und an der Otto-Falckenberg-Schule in München. Sein Studium absolvierte Böckmann an der Otto-Falckenberg-Schule in München.

## Karriere
Im Anschluss spielte er an wichtigen deutschsprachigen Bühnen, unter anderem am Schillertheater Berlin, dem Staatstheater Stuttgart, dem Thalia Theater Hamburg, dem Hamburger Schauspielhaus, dem Bayerischen Staatsschauspiel und dem Schauspielhaus Zürich. In dieser Zeit arbeitete er mit Regisseuren wie Boleslaw Barlog, Hans Lietzau und Dieter Dorn zusammen.
Einem breiten Publikum wurde Böckmann durch Auftritte in Film und Fernsehen bekannt. Zu nennen wären hier unter anderem seine Rollen als Christian in dem Fernsehfilm „Buddenbrooks“ nach dem gleichnamigen Roman von Thomas Mann (Regie: Franz Peter Wirth), als Eichmann in „Die Wannseekonferenz“ (Regie: Heinz Schirk), in „The Venice Project“ (Regie: Robert Dornhelm), in „Uprising“ (Regie: Jon Avnet) und in „Der Atem des Himmels“ von Reinhold Bilgeri sowie Episodenhauptrollen in den Tatort-Folgen „Fortuna III“ und „Mord in der Akademie“, „Sonderdezernat K1“, „Derrick“, „Ein Fall für Zwei“ und „Der Alte“. 1981 spielte er in dem Film „Preußische Nacht“ den Preußenkönig Friedrich II.
Gerd Böckmann führt auch Regie. So inszenierte er am Staatstheater Stuttgart die deutschsprachige Erstaufführung von David Mamets „Edmond“, Thomas Bernhards „Theatermacher“ und Shakespeares „Romeo und Julia“ in eigener Übersetzung; am Burgtheater Wien die österreichischen Erstaufführungen von Ernst Jandls „Aus der Fremde“ und Rolf Hochhuths „Ärztinnen“. Weitere Inszenierungen Böckmanns waren etwa Harold Pinters „Hausmeister“ an den Münchner Kammerspielen und Thomas Bernhards „Am Ziel“ am Schauspielhaus Zürich. Zuletzt führte er Regie bei Patrick Marbers „Hautnah“ an den Hamburger Kammerspielen.
Von 1999 bis 2009 war Gerd Böckmann wieder Ensemblemitglied des Wiener Burgtheaters, dem er bereits von 1977 bis 1986 angehört hatte. Zu seinen größten Theatererfolgen als Schauspieler zählen beispielsweise seine Darstellung des Roma in Mamets „Hanglage Meerblick“ am Staatstheater Stuttgart, wofür ihn „Theater Heute“ zum Schauspieler des Jahres 1986 ernannte, oder des Edmond in Rudolf Noeltes Inszenierung von Eugene O’Neills „Eines langen Tages Reise in die Nacht“ (Schauspielhaus Hamburg, 1975). Bei den Salzburger Festspielen spielte er in Giorgio Strehlers „Spiel der Mächtigen“ Richard III. (1973) und in Andrea Breths Inszenierung von Arthur Schnitzlers „Das weite Land“ (2002). In Wien war er unter anderem als Raskolnikow in Juri Ljubimows Dostojewski-Bearbeitung „Verbrechen und Strafe“, als Franz Moor in Schillers „Die Räuber“ und als Burleigh in „Maria Stuart“ zu sehen. Er arbeitete auch mit den Regisseuren Andreas Kriegenburg („Fiesco“), Sebastian Hartmann („Vor Sonnenuntergang“) und Frank Castorf („Die Tochter der Luft“).
In jüngster Zeit spielte er unter anderem die Rolle des Dr. Schön in Frank Wedekinds „Lulu“ an der Berliner Schaubühne in einer Inszenierung von Thomas Ostermeier.
Als Synchronsprecher lieh er seine Stimme unter anderem Gérard Depardieu („Die letzte Metro“), Henry Fonda („Jezebel“) und Giancarlo Giannini („L’Innocente“).

## Auszeichnungen
- 1981 – Goldener Gong für Von einem Tag zum anderen, gemeinsam mit Wolfgang Becker

## Filmografie (Auswahl)
- 1971: Eines langen Tages Reise in die Nacht, (Fernsehspiel)
- 1974: Der Kommissar: Folge 85: Warum es ein Fehler war, Beckmann zu erschießen
- 1975: Sonderdezernat K1 – Sackgasse
- 1975: Derrick: Kamillas junger Freund
- 1976: Jeder stirbt für sich allein
- 1976: Tatort: Fortuna III
- 1977: Die Standarte
- 1977: Der Tod des Camilo Torres oder Die Wirklichkeit hält viel aus (Fernsehspiel)
- 1977: Kinderseele
- 1979: Die Buddenbrooks
- 1980: Lucilla
- 1981: Von einem Tag zum anderen (Fernsehfilm)
- 1982: Schwarz Rot Gold – Folge: Alles in Butter
- 1982: Ein Fall für zwei (Fernsehserie, Der Jäger als Hase)
- 1983: Datenpanne – das kann uns nie passieren (Fernsehfilm)
- 1983: Derrick – Attentat auf Derrick
- 1984: Die Wannseekonferenz
- 1985: Ein Fall für zwei (Fernsehserie, Blutsbande)
- 1985: Derrick – Toter Goldfisch
- 1986: Bitte laßt die Blumen leben
- 1987–1994: Der Alte (Fernsehserie, 11 Folgen)
- 1993: Glückliche Reise – Grönland (Fernsehreihe)
- 1994: Tatort: Mord in der Akademie
- 1996: Adelheid und ihre Mörder (Fernsehserie, Wellenlänge Mord)
- 2010: Der Atem des Himmels
- 2013: Stille

## Synchronrollen (Auswahl)
Quelle: Deutsche Synchronkartei
| Schauspieler       | Film / Serie                                    | Rolle                 |
| ------------------ | ----------------------------------------------- | --------------------- |
| Christian Erickson | Johanna von Orléans                             | Tremoille             |
| Dan Butler         | I Love Trouble – Nichts als Ärger               | Wilson Chess          |
| David Bowie        | Basquiat                                        | Andy Warhol           |
| David Strathairn   | Die Bombe (Synchro 1991)                        | J. Robert Oppenheimer |
| David Strathairn   | Simon Birch – Der kleine Held                   | Reverend Russell      |
| Ed Harris          | Tollwütig                                       | Harry Seagraves       |
| George Hamilton    | NewsRadio (Fernsehserie)                        | Don Green             |
| Gérard Depardieu   | Die letzte Metro                                | Bernard Granger       |
| James Woods        | The Virgin Suicides                             | Mr. Lisbon            |
| Keith Carradine    | Pretty Baby                                     | E.J. „Papa“ Bellocq   |
| Marcel Berbert     | Trio Infernal                                   | Notar                 |
| Mark Harmon        | Sehnsucht ohne Grenzen                          | Ertie Robertson       |
| Matt Frewer        | Sherlock Holmes – Der Hund von Baskerville      | Sherlock Holmes       |
| Matt Frewer        | Sherlock Holmes – Der Vampir von Whitechapel    | Sherlock Holmes       |
| Matt Frewer        | Sherlock Holmes – Skandal in Böhmen             | Sherlock Holmes       |
| Matt Frewer        | Sherlock Holmes – Der Vampir von Whitechapel    | Sherlock Holmes       |
| Nanni Moretti      | Die Messe ist aus                               | Don Giulio            |
| Niklas Falk        | Kommissar Beck – Die neuen Fälle (Fernsehserie) | Richter Lagerfeldt    |
| Patrice Chéreau    | Danton                                          | Camille Desmoulins    |
| Philip Davis       | Robin Hood (Fernsehserie)                       | König John            |
| Tadeusz Huk        | Schwein gehabt                                  | William Holding       |